# Scaphechinus brykovi
Scaphechinus brykovi is een zee-egel uit de familie Scutellidae. De wetenschappelijke naam van de soort werd in 1983 gepubliceerd door Budin.